# Louis Magaud d'Aubusson
Louis Magaud d'Aubusson est un ornithologue français, né le 11 mai 1847 à Clermont-Ferrand (Puy de Dome) et décédé à Paris, 16e arrondissement, le 18 novembre 1917.

## Biographie

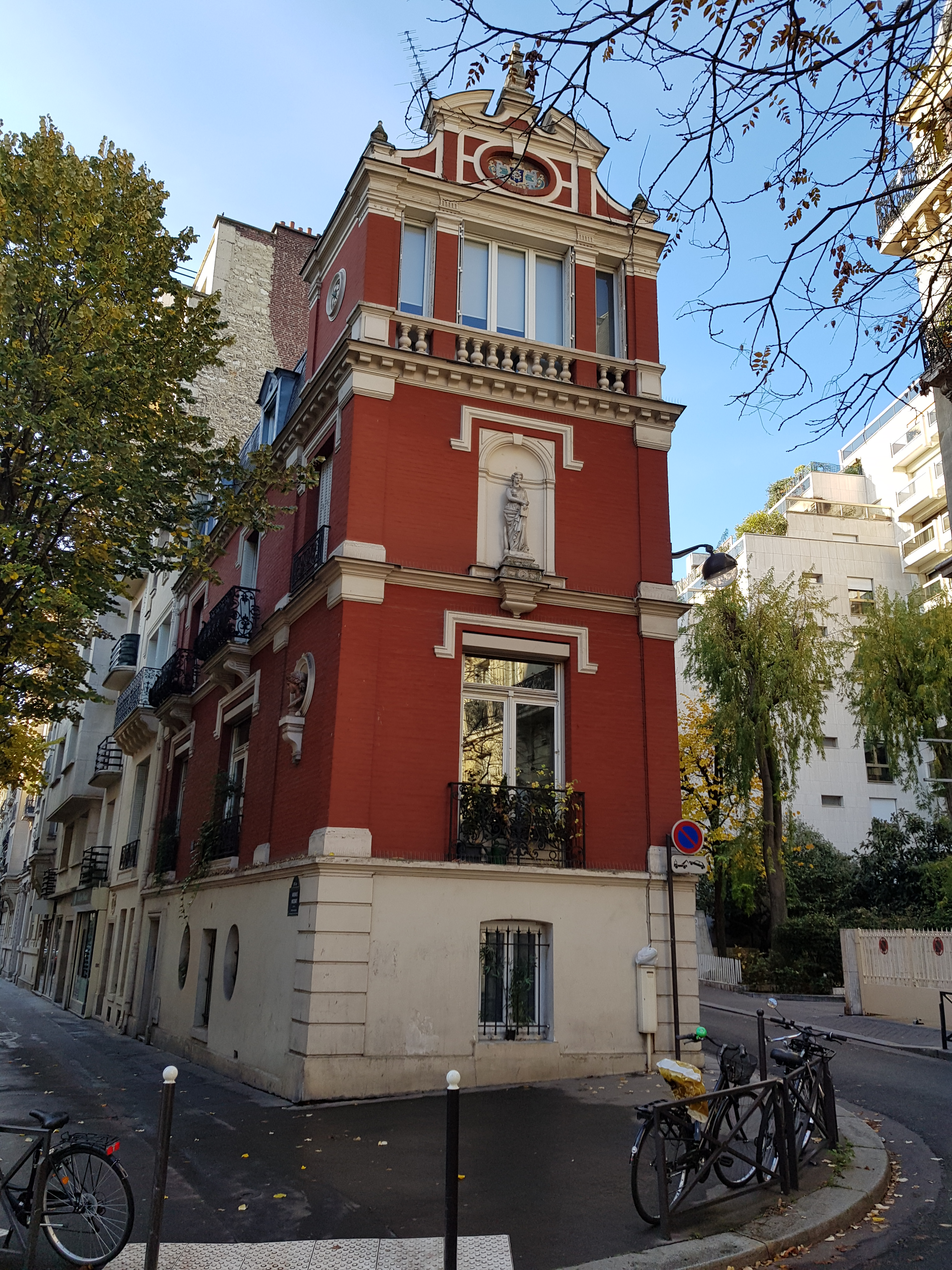
66, avenue Mozart : domicile de Louis Magaud d’Aubusson à Paris.

Docteur en droit, il entre en 1880 à la Société nationale d'acclimatation de France dont il devient archiviste de 1887 à 1892, puis administrateur et président de la section ornithologie en 1907 : chasseur passionné de gibier d'eau et de fauconnerie, il s'est tout d'abord fait connaître par un ouvrage consacré à celle-ci et à la biologie des rapaces. Il est également membre honoraire de l'Institut égyptien du Caire et auteur d'un ouvrage réputé consacré à chasse de la caille en Égypte. Le 26 janvier 1912, il devient le premier président de la Ligue pour la protection des oiseaux et le restera jusqu'à sa mort. Il intervient pour faire arrêter le massacre des macareux sur l'archipel des Sept-Iles au large de Perros-Guirec.
Il est l'auteur de nombreuses monographies ornithologiques (dont Les corvidés, 1883, et Les gallinacés d'Asie, Paris, 1888), outre son ouvrage important pour l'histoire de la fauconnerie.
Il fait paraître plusieurs articles dans la Revue française d’ornithologie, la Revue des sciences naturelles appliquées, le Bulletin de la Société nationale d'acclimatation.
Propriétaire du château de Polagnat, il fut maire de Saint-Bonnet-près-Orcival (Puy de Dome) de 1872 à 1876 et de 1884 à 1888[réf. nécessaire].

## Publications
- 1883 : Oiseaux de la France. Première monographie. Corvidés. Histoire naturelle générale et particulière des passereaux déodactyles cultrirostres observés en France. Paris, A. Quantin, 107 p.
- 1885 : Catalogue raisonné par région, des espèces d'oiseaux qu'il y aurait lieu d'acclimater et domestiquer en France. Bull. Soc. Accl., 2 : 471-499.
- 1886 : Bull. Soc. Accl., 3 : 1-29, 244-261, 417-429, 573-580.
- 1887 : Bull. Soc. Accl., 4 : 147-161, 337-348, 424-439, 599-635, 721-740.
- 1887 : Sur la conformation des serres de quelques rapaces diurnes et la manière dont ils en usent pour offenser leur proie. Le Naturaliste, 9 : 119-122.
- 1887 : Document inédit pour servir à l'histoire du rheinharte ocellé. Bull. Soc. Accl., 4 : 337-348.
- 1894 : Esquisse de la faune égyptienne. Première partie. Oiseaux et reptiles. Le Caire, Imprimerie nationale, 24 pages.
- 1915 : La protection des oiseaux, guide pratique